# 12261 Ledouanier
12261 Ledouanier este un asteroid din centura principală de asteroizi.

## Descriere
12261 Ledouanier este un asteroid din centura principală de asteroizi. A fost descoperit pe 7 octombrie 1989 la Observatorul La Silla de Eric Walter Elst. Asteroidul prezintă o orbită caracterizată de o semiaxă mare de 2,23 ua, o excentricitate de 0,16 și o înclinație de 5,9° în raport cu ecliptica.